# Phaonia kagaensis
Phaonia kagaensis este o specie de muște din genul Phaonia, familia Muscidae, descrisă de Shinonaga în anul 2003. Conform Catalogue of Life specia Phaonia kagaensis nu are subspecii cunoscute.